# La mirada de l'amor
La mirada de l'amor (originalment en anglès, The Face of Love) és una pel·lícula de drama romàntic estatunidenc del 2013 dirigida per Arie Posin i coescrita per Matthew McDuffie. La pel·lícula és protagonitzada per Annette Bening, Ed Harris, Robin Williams, Amy Brenneman, Jess Weixler i Linda Park. Es va projectar a la secció Presentació Especial del Festival Internacional de Cinema de Toronto de 2013. S'ha doblat al català.

## Sinopsi
La Nikki és una dona que va perdre el seu marit, de qui estava profundament enamorada. Un dia troba un desconegut que s'assembla molt físicament al seu difunt marit. La semblança és tan extraordinària que la Nikki se sentirà atreta per l'home d'una manera irresistible.

## Repartiment
- Annette Bening com a Nikki
- Ed Harris com a Tom/Garrett
- Robin Williams com a Roger
- Amy Brenneman com a Ann, l'exdona d'en Tom
- Jess Weixler com a Summer
- Linda Park com a Jan
- Jeffrey Vincent Parise
- Kim Farris com a hostessa
- Leah Shaw com a compradora del mercat
- Chelsea O'Connor com a cambrera de la galeria
- Deana Molle' com a parella 2
- Yuki Bird com a cambrera

## Producció

### Rodatge
La pel·lícula es va rodar a Los Angeles el 2012 i va ser produïda per Mockingbird Pictures.

### Publicació
El maig de 2013 IFC Films va adquirir els drets de la pel·lícula per distribuir-la als Estats Units. La pel·lícula es va estrenar el setembre de 2013.

## Rebuda
A Rotten Tomatoes, La mirada de l'amor té un índex d'aprovació del 42% basat en 73 ressenyes, amb una valoració de 5,12 sobre 10. El consens crític del lloc web diu: "Potser val la pena veure-la només per tenir l'oportunitat de veure el treball poderós d'Annette Bening i Ed Harris, La mirada de l'amor soscava les actuacions dels seus protagonistes amb un guió dispers i una direcció sense rumb". A Metacritic, la pel·lícula té una puntuació de 51 sobre 100, basada en 24 crítics, cosa que indica "crítiques mixtes o mitjanes".